# Talus Taylor
Talus Taylor, (født 18. september 1929, død 15. februar 2015) var en amerikansk børnebogsforfatter. Sammen med sin fransk-fødte hustru Annette Tison (en) skabte han Barbapapa. Navnet er inspireret af det franske Barbe à papa, (på dansk Candyfloss). Den første Barbapapa bog blev udgivet i 1970 og deres bøger er oversat til mindst 30 sprog.